# Stlačeni zrak
Stlačeni zrak ili komprimirani zrak je atmosferski zrak stlačen na viši tlak od atmosferskog tlaka koji se upotrebljava kao sredstvo (medij) za prijenos energije. Uobičajena svojstva stlačenog zraka u pneumatskim sustavima su sljedeća:
- Tlak stlačenog zraka za napajanje od 1 do 15 bara (uobičajeno 7 bar);
- Pogonske temperature zraka od -10 do 60 ºC (maksimalno do 200 ºC);
- Optimalna brzina strujanja zraka 40 m/s;
- Gibanje elemenata: pravocrtno (aktuator) i rotacijsko (pneumatski motor);
- Brzina cilindara od 1 do 2 m/s (maksimalno oko 10 m/s);
- Maksimalna ostvariva sila oko 40 kN;
- Maksimalna snaga oko 30 kW;
- U pneumatskim sustavima se kod temperatura stlačenog zraka manjim od -10 ºC pojavljuju problemi sa zaleđivanjem, dok se kod temperatura većih od 60 ºC pojavljuje problem brtvljenja.[1]

## Priprema zraka
Dijelovi za pripremu zraka obavljaju pripremu (kondicioniranje) zraka, što uključuje čišćenje, podmazivanje i regulaciju tlaka (filtar, mazalica, regulator tlaka). Prije ulaska u pneumatske uređaje, stlačeni zrak je potrebno pripremiti, tj. izvršiti: pročišćavanje zraka, zauljivanje zraka i regulaciju tlaka zraka. Jedinica za pripremu zraka sastoji se od filtra, regulatora tlaka i mazalice (zauljivač, uljilo). Filtar i regulator tlaka često se isporučuju kao jedinstveni pneumatski dio.

### Filtar zraka
Prije ulaska u pneumatske uređaje potrebno je eliminirati nečistoće (vodu kao kapljevinu i paru, kompresorsko ulje, prašinu, produkte korozije). Kompresorsko ulje izloženo je relativno visokim temperaturama u kompresoru (oksidacija) i nije pogodno za podmazivanje pneumatskih uređaja.

### Regulator tlaka
Regulator tlaka osigurava stabilan željeni (podešeni) radni tlak. S jedne strane, on neutralizira oscilacije tlaka zbog promjenljive potrošnje zraka (poremećaj na izlaznoj strani regulatora). S druge strane, u njemu se tlak iz glavnog voda (obično 8 -10 bar) smanji na potrebnu vrijednost radnog tlaka (obično 5 - 6 bar).

### Mazalica
Mazalica (zauljivač) treba ulje raspršiti u finu maglu u struji zraka. Za ubrizgavanje ulja koristi se princip ejektora. Za postizanje fine magle (sitne kapi) potrebna je posebna konstrukcija.

## Fizikalne osnove pneumatskog sustava

### Apsolutni i manometarski tlak
Apsolutni tlak p je normalno naprezanje kojem su podvrgnuta plinovita i kapljevita tijela (fluidi) zbog mehaničkog djelovanja čestica tih tijela (sudaranje molekula). Ovom naprezanju podvrgnute su i sve čvrste površine uronjene u fluid.
Atmosferski tlak ili barometarski tlak pa je apsolutni tlak okolnog atmosferskog zraka koji zavisi od geodetske visine i meteoroloških uvjeta.
Manometarski tlak pM dobije se tako da se od vrijednosti apsolutnog tlaka p u nekom fluidu računski oduzme vrijednost atmosferskog tlaka pa, pa vrijedi:
{\displaystyle p_{M}=p-p_{a}}
ili očitavanjem odgovarajućeg manometra. Manometar je instrument za mjerenje tlaka koji u suštini mjeri razliku tlaka između dva fluida: u ovom slučaju između mjerenog fluida i okolnog atmosferskog zraka).
U slučaju p > pa dobiva se pozitivna vrijednost manometarskog tlaka (pM > 0) koji se tada naziva pretlak. Ako je p < pa, manometarski tlak poprima negativnu vrijednost (pM < 0) i tada se naziva podtlak. Apsolutna vrijednost podtlaka naziva se vakuum pV (pV = - pM > 0) i često se izražava u postocima atmosferskog tlaka (pV% = -pM / pa •100%).
Treba naročito naglasiti da je u pneumatici i hidraulici uobičajeno koristiti naziv tlak i oznaku p za pretlak. Zato je pri računanju s tlakom uvijek potreban izvjestan oprez. U termodinamičkim relacijama pojavljuje se gotovo isključivo apsolutni tlak. Kod određivanja sile tlaka na površinu mjerodavna je razlika tlaka na obje strane te površine. Zato se može koristiti pretlak, a to je i pogodnije ako na jednoj strani površine djeluje atmosferski tlak. U Bernoullijevoj jednadžbi tlak se pojavljuje na obje strane jednadžbe, pa jednadžba u istom obliku vrijedi kako za apsolutni tlak, tako i za pretlak.